# Микола Глібович (воєвода смоленський)
Микола Глібо́вич (або Глебович, пом. 18 листопада 1632) — державний і військовий діяч, урядник Великого князівства Литовського (у складі Речі Посполитої).

## Життєпис
Походив з білоруського шляхетського роду Глібовичів гербу Леліва. Другий син Яна Глібовича, воєводи троцького, та Катерини Кротовської. Виховувався у кальвіністському дусі. У 1590 році після смерті батька отримав усі родинні статки, оскільки його старший брат Ян помер молодим. 
З 1600 року брав участь у польсько-шведських війнах, що тривали до 1629 року. Звитяжив у битвах при Динамінді та Кірхгольмі у 1605 році. Того ж року стає підстолієм великим литовським. У 1606 році одружвся з представницею князівського роду Корецьких. Отримує староства Анікштанське і Радошковицьке. У 1609—1611 роках брав участь у війнах проти Московського царства.
1610 року перейшов у католицтво, передав кальвінський збір у Заславлі (Мінське воєводство) католикам, які перетворили його на костел Св. Михаїла Архангела. У 1611 році призначається смоленським воєводою (став першим очільником воєводства після його фактичного відновлення, попередні з 1514 року були номінальними). Перебував на посаді до 1621 року. Отримав титул графа після утворення заславльського графства. У 1625 році за власний кошт звів у Заславлі костел Різдва Пресвятої Діви Марії.
У 1617—1618 роках брав участь у поході на Москву королевича Владислава. 1621 року отримує посаду віленського каштеляна. 
Помер у 1632 році у Празі, передмісті Варшави.

## Родина
Дружина — Марцебелла Анна, донька Якима Корецького. Діти:
- Ян Самійло (1609—1633)
- Юрій Кароль (1614—1669), воєвода смоленський у 1643—1653 роках